# Edgewood (Nuovo Messico)
Edgewood è un comune degli Stati Uniti d'America, situato nello stato del Nuovo Messico, nella contea di Santa Fe.